# Damián Gordo y Sáez
Damián Gordo y Sáez (Cantalojas, Guadalajara, 19 de gener de 1796 o 1797 - Tortosa, Baix Ebre, 24 de desembre de 1854 o 1855), va ser un bisbe.
Va ser nebot de Víctor Damián Sáez Sánchez-Mayor, que també fou, com ell, Bisbe de Tortosa. Entre el 28 d'abril de 1819 i fins al 1824 va tenir la Càtedra en Teologia i també el Rectorat de la Universidad de Portaceli. El 1824 va marxar a Tortosa per a ser Secretari del seu oncle, llavors bisbe de la diòcesi. El 1844 fou designat com a Governador Eclesiàstic de l'Arxidiòcesi de Tarragona. Va prendre possessió del càrrec de Bisbe de Tortosa el 26 d'octubre de 1848, fent entrada a la ciutat del dia 28 de novembre d'aquell mateix any. Durant el seu mandat es van traslladar els estudis en Teologia dels seminaristes, que fins llavors es feien al col·legi de Sant Lluis, a l'actual Seminari de Tortosa. Al mateix temps, es va crear la biblioteca del Seminari, amb llibres provinents dels canonges de la Catedral Manuel Ortells i Francesc Llobet.
Va morir el 24 de desembre de 1854 al Mas del Bisbe de Bitem. Es va enterrar a la capella del Sagrari de la Catedral de Tortosa. Passaren tres anys de seu vacant fins al nomenament, el 25 de setembre de 1857, del següent bisbe, Gil Esteve i Tomàs.